# Partito delle Opportunità
Il Partito delle Opportunità (di solito indicato come TOP) è un partito politico centrista neozelandese. È stato fondato nel 2016 dall'economista e filantropo Gareth Morgan. Il partito si basa su un'idea di "politica basata sull'evidenza", con priorità politiche, quali reddito di base universale (UBI), affitti a prezzi accessibili, investimenti alle piccole e medie imprese e la salvaguardia dell'ambiente e del clima.

## Politiche e principi
TOP elenca le sue politiche sul suo sito web. Per le elezioni del 2020, questi includevano:
- Un "reddito di base universale" (UBI) di $16.500 all'anno per tutti gli adulti di età superiore ai 18 anni e un UBI per bambini di $2.340 all'anno, con una flat tax del 35% su tutti i redditi, da tutte le fonti e per tutte le entità, in modo tale da semplificare e ammodernare il sistema fiscale[3] e per prevenire un futuro lavorativo instabile con l'avanzare dell'automazione e dell'intelligenza artificiale.[4]
- Una tassa minima basata sul valore della proprietà, chiamata "tassa sulla proprietà".[5] Ciò porterebbe la proprietà nel sistema fiscale in modo da stabilizzare il mercato immobiliare, paragonabile ad altri modelli come l'imposta sulla proprietà del Giappone[6] e le tasse sulla proprietà della Germania (Grundsteuer).[7] TOP propone che l'imposta sulla proprietà potrebbe essere utilizzata per ridurre l'onere dell'imposta sul reddito.[5]
- Introdurre una migliore strategia di sviluppo urbano tramite una nuova "legge sull'urbanizzazione" per soppiantare l'RMA all'interno dei confini urbani. Ciò aumenterebbe l'offerta di nuove abitazioni sul mercato, fornirebbe nuove forme di edilizia sociale e definirebbe un piano trentennale per creare "città sane e resilienti". Inoltre, ciò includerebbe la creazione di pannelli di progettazione urbana regionali, responsabili della revisione dei principali sviluppi, e un ulteriore reindirizzamento delle entrate al governo locale per mantenere i beni pubblici e le infrastrutture e incentivare i comuni a consentire nuovi insediamenti abitativi.[8]
- Eliminare l'uso di combustibili fossili in Nuova Zelanda entro il 2050.[9]
- Sostenere il referendum per legalizzare la cannabis, votando "sì". In generale, regolare anche tutte le droghe in base al danno.[10]
- Cessare l'intensificazione dell'uso del suolo fino a quando gli impatti su fiumi e laghi non saranno compensati e adottare una politica di sanzioni sull'inquinamento.[9]
- Inasprire le leggi sull'immigrazione e spostare l'attenzione sull'attrazione di immigrati altamente qualificati, richiedendo agli immigrati di dimostrare che possono aiutare a migliorare il tenore di vita di tutti i neozelandesi.[11]
- Fornire istruzione della prima infanzia gratuita a tempo pieno. Ridurre i test nelle scuole in modo che gli insegnanti trascorrano meno tempo a valutare i test e più tempo a insegnare.[12]
- Istituzione di una costituzione scritta e di una camera alta del parlamento.[13]
- Ridurre la popolazione carceraria da 210 ogni 100.000 a 114 ogni 100.000 entro il 2027. Per raggiungere questo obiettivo, il partito abrogherebbe, tra le altre azioni, il Bail Amendment Act del 2013.[14]

## Storia

### Fondazione

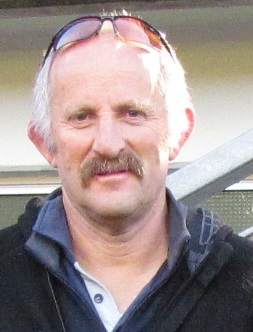
L'economista Gareth Morgan ha fondato TOP nel 2016.

Il Partito delle Opportunità è stato fondato dall'economista e filantropo Gareth Morgan nel novembre 2016. Morgan ha inaugurato il partito il 4 novembre fuori dal Parlamento di Wellington. Il 10 gennaio 2017 il partito ha annunciato di avere 2.000 iscritti e di voler presentare domanda per la registrazione. Ha anche riferito che stava prendendo in considerazione candidati elettorali permanenti. La Commissione elettorale ha pubblicato l'avviso della domanda di registrazione il 21 gennaio.
TOP ha successivamente resa nota la partecipazione dell'allora capo di partito Geoff Simmons alle elezioni suppletive di Mount Albert del 25 febbraio 2017. Durante le elezioni suppletive il partito è stato criticato da David Seymour per aver offerto corse gratuite agli elettori di Mount Albert, violando la legge elettorale. Tuttavia, la Commissione elettorale ha assolto TOP da ogni accusa. Simmons ha ricevuto 623 voti (4,56% dei voti totali), piazzandosi al terzo posto.

### Elezioni generali del 2017
Il partito è stato registrato dalla Commissione elettorale il 9 maggio 2017. Il 24 maggio 2017, Gareth Morgan ha rivelato i primi quattro candidati elettorali e della lista del partito per le elezioni generali del 23 settembre 2017, e ha annunciato ulteriori candidati nei mesi successivi compreso l'ex candidato del Partito dei Verdi Teresa Moore, che si è unita a Geoff Simmons come co-vice leader.
TOP ha portato il canale TVNZ in tribunale dopo essere stato escluso dai suoi dibattiti elettorali televisivi, perdendo tuttavia la causa. Il leader Gareth Morgan ha affrontato polemiche durante la campagna per aver definito la leader laburista Jacinda Ardern come "il rossetto su un maiale", suggerendo che il nuovo leader aveva stile ma non sostanza. Morgan è anche stato attaccato quando ha criticato il pubblico che aveva manifestato tristezza per la morte del gatto di Jacinda Ardern. A questo contraccolpo si è aggiunta anche un'e-mail della candidata di TOP Jenny Condie, che ha affermato: "Non sono tanto i commenti di Gareth – questi sono solo un riflesso della cultura che esiste all'interno del partito – ma una discrepanza tra le nostre politiche e la nostra cultura: tra ciò che diciamo di voler realizzare e come ci comportiamo effettivamente". In risposta, Morgan ha detto a Condie di dimettersi dal partito.
Alle elezioni generali del 2017, TOP ha ottenuto il 2,4% dei voti e non ha ottenuto seggi alla Camera dei rappresentanti della Nuova Zelanda. Morgan ha promesso di continuare a lottare per una "Nuova Zelanda più giusta" e ha affermato che TOP non sia stato un fallimento poiché era il quinto partito più popolare.

### Sviluppi post elettorali
Nel dicembre 2017, tre mesi dopo le elezioni, Gareth Morgan si è dimesso da leader, insieme al vice leader del partito Geoff Simmons e ad altri due candidati. Morgan ha detto che il partito avrebbe partecipato alle elezioni del 2020, ma che non l'avrebbe guidato.
Nella settimana successiva alle dimissioni, le candidate Jessica Hammond Doube e Jenny Condie hanno annunciato il lancio di un gruppo scissionista da TOP con il nome segnaposto "Next Big Thing". Condie è poi diventata consigliere di Wellington nel 2019, mentre Jessica Hammond è rientrata in TOP per le elezioni del 2020, in seguito a un cambiamento culturale all'interno del partito durante la sua fase di ricostruzione.
Il 9 luglio 2018, Morgan ha annunciato che la direzione del partito aveva deciso di annullare la registrazione alle elezioni, data la mancanza di tempo e risorse per la campagna elettorale. Alla fine di luglio, Morgan e il consiglio del partito hanno annunciato che avrebbe riconsiderato la sua decisione di annullare la registrazione del partito solo dopo aver ricevuto manifestazioni di interesse da persone in sintonia con gli obiettivi del partito. Morgan ha anche indicato in un post su Facebook di essere disposto a finanziare candidati e leader solidali con gli obiettivi del Partito delle Opportunità.
Nell'agosto 2018, il Partito delle Opportunità ha nominato una nuova direzione, nella quale Geoff Simmons è stato nominato leader ad interim. La nuova squadra ha intrapreso un "Tour di ascolto" in tutto il paese per valutare la reazione dei sostenitori e l'interesse futuro.
Nel dicembre 2018, la società di votazione digitale Horizon State ha condotto l'elezione della leadership interna. I candidati alla leadership erano Geoff Simmons, Donna Pokere-Phillips, Amy Stevens, Anthony Singh e Jessica Hammond-Doube. Si è tenuta anche l'elezione del membro rappresentante al Consiglio. L'8 dicembre 2018, il consiglio ha annunciato che Geoff Simmons era stato eletto e che Donna Pokere-Phillips aveva vinto per il ruolo di rappresentante dei membri.

### Elezioni generali del 2020
Dopo aver raccolto abbastanza sostegno per rilanciare e iscrivere il partito presso la Commissione elettorale, nell'ottobre 2019 si è tenuto un rebranding. Nel discorso di lancio del marchio, il leader Geoff Simmons ha auspicato un reddito di base universale, misure protettive verso l'ambiente e nell'edilizia abitativa, e di "rompere il duopolio dei partiti di maggioranza".
TOP ha nominato candidati in più elettorati. L'elettorato di Ōhāriu era un obiettivo particolare: la loro candidata a Ōhāriu, Jessica Hammond Doube, ha affermato che TOP intendeva investire risorse in quella campagna, poiché era l'unico seggio che il partito credeva di poter vincere. Tuttavia, ha perso il seggio a favore del rappresentante in carica Greg O'Connor con 18.494 voti. Ricevendo lei stessa 4.443 voti, è arrivata terza.
Lo stesso Simmons si è battuto nel collegio di Rongotai ed è arrivato penultimo, con 3.387 schede a suo favore su 45.649 espressi.
Il partito ha vinto 43.449 voti totali alle elezioni, ovvero l'1,5% dell'elettorato. Durante l'assemblea generale del partito tenutasi il 3 novembre 2020, la prima dopo la pubblicazione dei risultati preliminari, Geoff Simmons si è dimesso da leader e Shai Navot è diventato leader ad interim.
Il 27 gennaio 2022, l'ex consigliere comunale di Christchurch e candidato indipendente per Ilam, Raf Manji, è stato annunciato come nuovo leader del partito.

## Simboli

Una variante di Wā kāinga
Secondo logo utilizzato per le elezioni del 2017
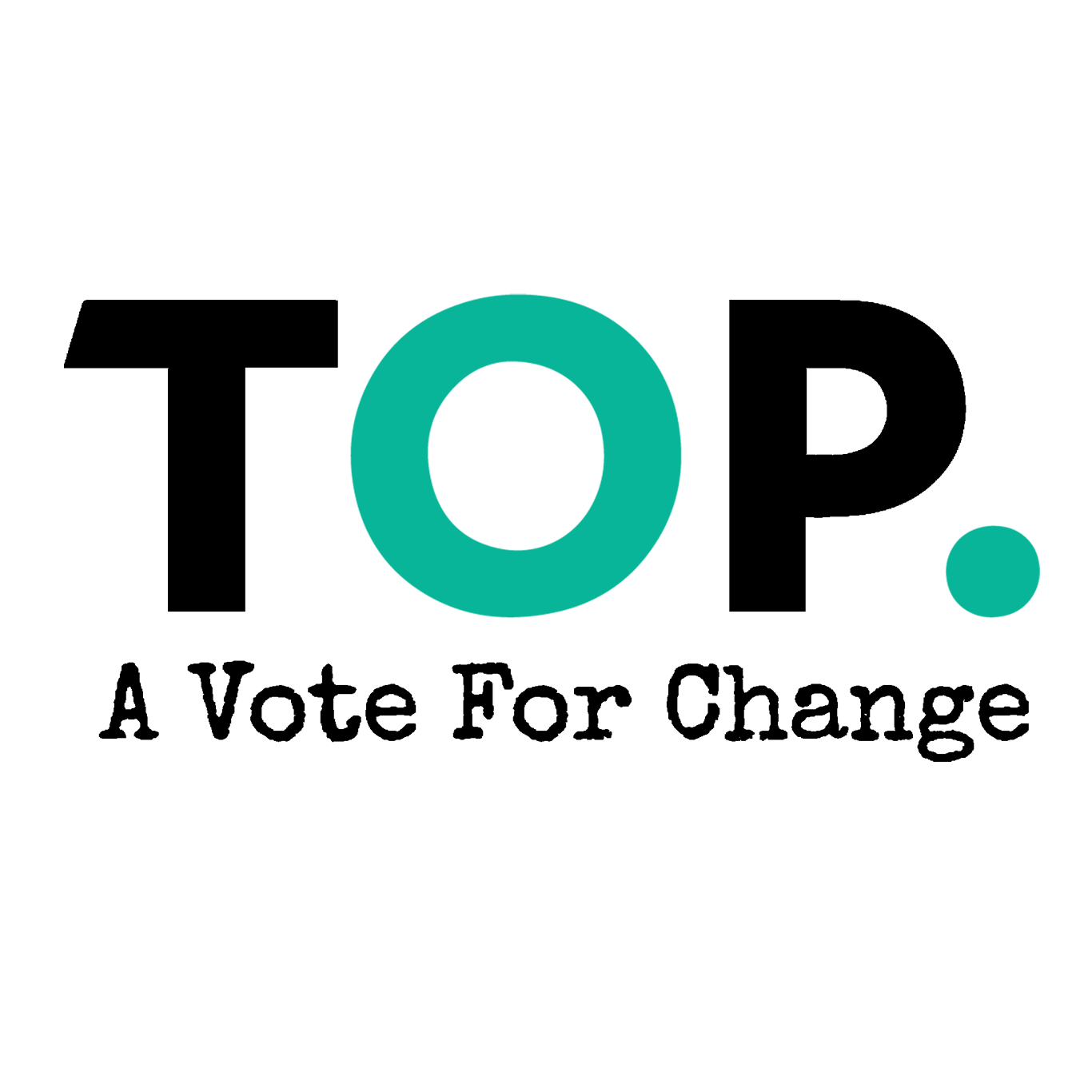
Logo della campagna elettorale 2020

## Risultati elettorali
| Elezioni generali | Candidati nominati | Candidati nominati | Seggi vinti | Voto di partito | Voto di partito |
| Elezioni generali | Candidati nominati | Candidati nominati | Seggi vinti | Voti            | %               |
| Elezioni generali | Elettorato         | Lista              | Seggi vinti | Voti            | %               |
| ----------------- | ------------------ | ------------------ | ----------- | --------------- | --------------- |
| 2017              | 21                 | 26                 | 0 / 121     | 63.261          | 2,4%            |
| 2020              | 21                 | 21                 | 0 / 121     | 43.449          | 1,5%            |

## Leadership

### Leader
| # | Nome          | Immagine | Inizio mandato  | Fine mandato     | Note                  |
| - | ------------- | -------- | --------------- | ---------------- | --------------------- |
| 1 | Gareth Morgan |          | 4 novembre 2016 | 14 dicembre 2017 | Fondatore del partito |
| 2 | Geoff Simmons |          | 18 agosto 2018  | 3 novembre 2020  |                       |
| 3 | Shai Navot    |          | 3 novembre 2020 | 27 gennaio 2022  | Leader ad interim     |
| 4 | Raf Manji     |          | 27 gennaio 2022 | Presente         |                       |

### Vice leader
| # | Nome          | Immagine | Inizio mandato | Fine mandato     | Note                                      |
| - | ------------- | -------- | -------------- | ---------------- | ----------------------------------------- |
| 1 | Geoff Simmons |          | 24 maggio 2017 | 14 dicembre 2017 |                                           |
| 2 | Teresa Moore  |          | 28 agosto 2017 | 9 luglio 2018    | Nominato co-vice leader insieme a Simmons |
| 3 | Shai Navot    |          | 30 aprile 2020 | 3 novembre 2020  | È diventata leader                        |

## Candidati notevoli

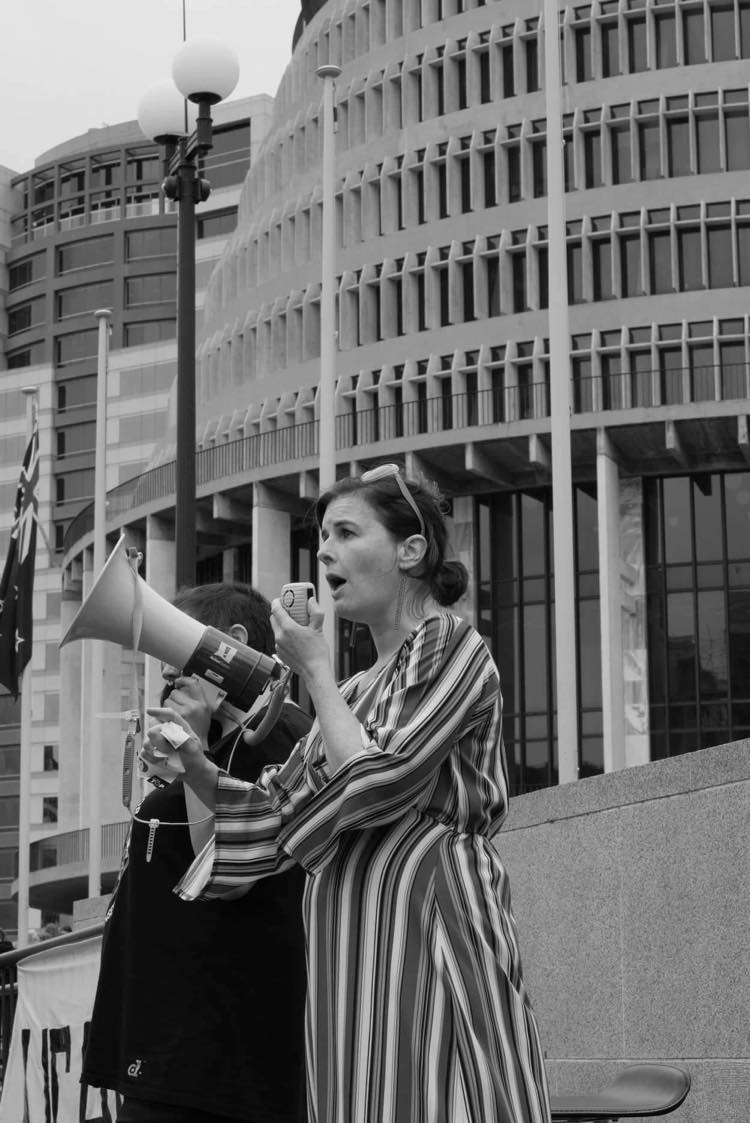
Hammond che protesta fuori dal Parlamento della Nuova Zelanda nel dicembre 2020

- Tuariki Delamere (nato nel 1951), ex ministro dell'Immigrazione, ministro degli affari delle isole del Pacifico, ministro associato delle finanze e ministro associato della salute. Delamere è stato candidato dal 2020 ad oggi.
- Abe Gray (nato nel 1982), fondatore del Whakamana Cannabis Museum, attivista e manifestante pro-cannabis di alto profilo da quasi due decenni. Gray è stato candidato dal 2017 ad oggi.
- Mika Haka (nato nel 1962), cantante Maori, artista performativo, attore, regista, produttore televisivo e comico. Haka era un candidato per la campagna elettorale del 2017.
- Jessica Hammond (nata nel 1978/1979), funzionaria pubblica, politica, drammaturga e blogger. Hammond è stata candidata dal 2017 ad oggi.